# Острівська угода

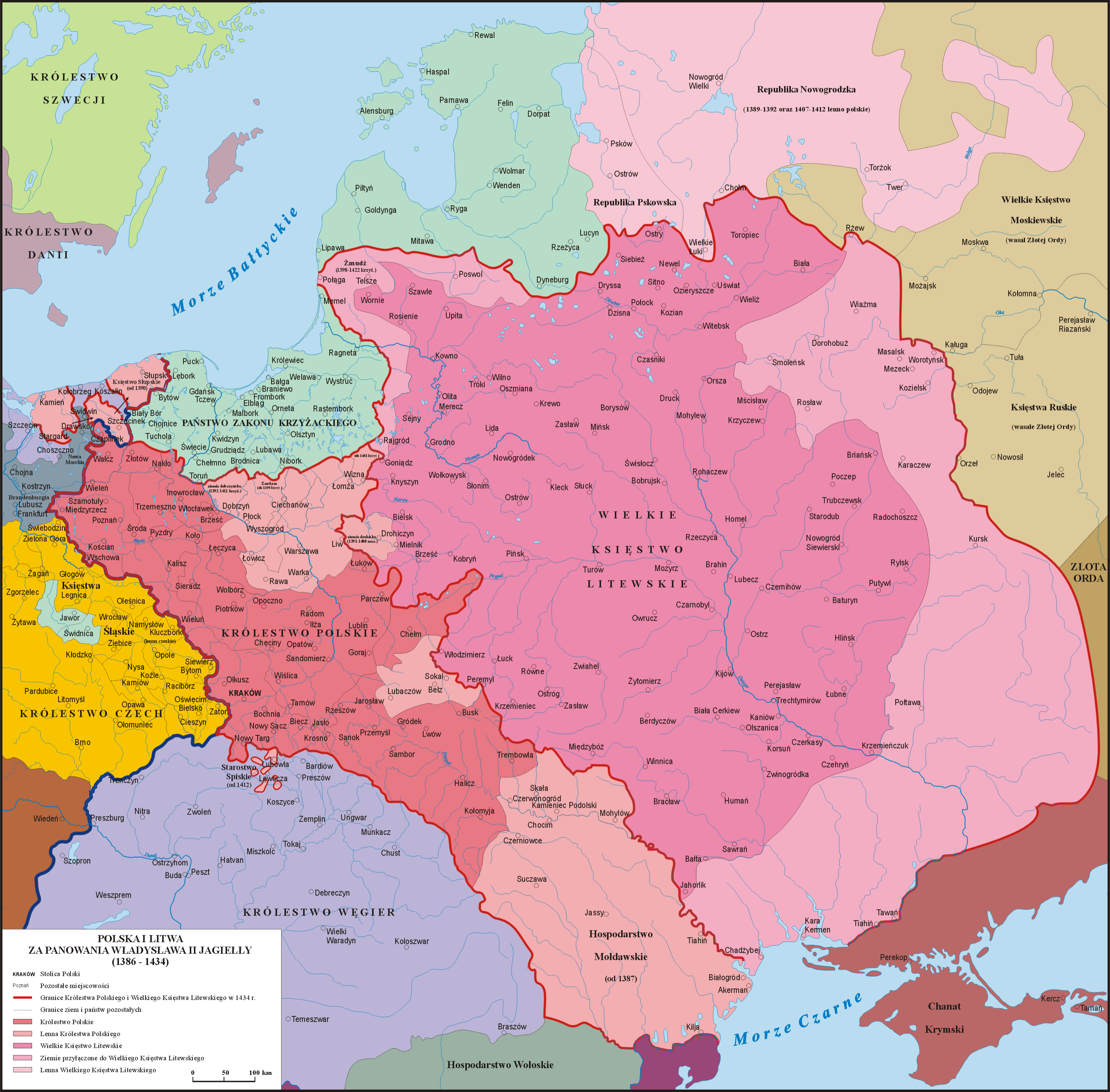
Королівство Польске і Велике Князівство Литовське в 1386—1434

Острівська угода (пол. Ugoda w Ostrowie) — угода, укладена 4 серпня 1392 (Вітовт та його дружина Анна видали Ягайлу та Ядвізі грамоти про укладену угоду), що поклала кінець Литовсько-руській громадянській війні 1389—1392 років та війні за Галицько-волинську спадщину.
Відповідно до угоди Владислав II Ягайло змушений був частково відродити політичну самостійність Великого князівства Литовського та визнати, що його кузин Вітовт стає Великим князем Литовським, залишившись при цьому васалом Ягайла. Михайло Грушевський називав її «друге помиреннє Ягайла з Витовтом». Після угоди деякі князі втратили свої володіння, зокрема, в Українських землях, чи отримали взамін інші.

## Передумови
В кінці 1380-х розгорівся відкритий конфлікт між Гродненським князем Вітовтом і князем Скиргайлом (братом Ягайла і наступником останнього). Скиргайло володів Троками, вотчиною Кейстута і Вітовта, яку Ягайло після першої війни обіцяв повернути власнику. Багато литовських бояр були незадоволені зростанням польського впливу в їх країні. На умовах передачі тевтонцям Жемайтії Вітовт заручився підтримкою Ордена. Спільні загони провели ряд військових компаній в Литві, найбільша з яких відбулася на початку 1390 року, коли Вітовт майже п'ять тижнів облягав Вільно. Тевтонці зруйнували Кривий замок, який вже ніколи не був відновлений, а також знищили майже всі споруди за межами міської стіни, проте, місто взяти не вдалося. Незабаром стало ясно, що жодна зі сторін не має явної переваги, а постійні військові походи тільки руйнують литовську державу. Тим часом, польська шляхта почала проявляти невдоволення тим, що король Владислав Ягайло надає надто багато уваги литовським справам, а також тому, що до цих пір не була виконана умова Кревської унії — повне хрещення Литви в католицьку віру. Між Ягайло і Вітовтом почалися переговори.

## Переговори і угода

### Переговори
Ще навесні 1392 Ягайло послав до Вітовта свого представника єпископа Плоцького Генріха Мазовецького для обговорення умов миру. Ягайло запропонував поступитися Вітовту титулом Великого князя литовського, коли той визнає його верховним правителем Литви. Вітовт прийняв пропозицію Ягайло не відразу, ймовірно це сталося через те, що багато його родичів і наближених перебували в Ордені як заручники. Після того, як договір потай був укладений, Вітовт запросив тевтонських лицарів на свято в свою резиденцію — замок Риттерсвердер, який перебував на острові Німані. Більшість гостей Вітовта, які нічого не підозрювали, була взяті в полон, після чого литовський князь спалив цей замок, а також Меттенбург, Нойгартен (близько Гродно) та інші дерев'яні замки, зведені лицарями під час походу на Вільно. Під час цієї кампанії в полон до Ордену потрапив брат Вітовта Сигізмунд, який перебував при дворі Великого магістра аж до підписання Салінського договору в 1398 році.

### Підписання договору
4 липня 1392 відбулася зустріч Ягайла і Вітовта в маєтку Острів близько Ліди. Там і почалися офіційні переговори, результатом яких стала угода, яка формально завершила війну. Вітовт був визнаний великим князем литовським, йому було повернуто його вотчину — Трокське князівство. Скиргайло проте посів Київське князівство, де і помер через 5 років. Ягайло, який тепер носив титул «Верховний князь литовський» формально зберіг сюзеренітет над Вітовтом. Також було домовлено, що або після смерті Вітовта землі Великого князівства стануть власністю роду Ягайла, або після смерть Ягайла нового монарха Польщі вибиратимуть за участі великого князя Вітовта.

## Наслідки
Островська угода була ратифікована рядом документів, підписаних дружиною Вітовта Ганною і дружиною Ягайло Ядвігою. Угода сприяла зміцненню централізованої влади в литовській державі.
Вітовт виявився залежним від Ягайла лише формально. Більш того, за запевненням деяких дослідників, Ягайло сам був в залежності від Вітовта — більш здібного і популярного правителя. Незабаром Вітовт скинув деяких братів Ягайло (своїх двоюрідних братів) з їх князювання: Скиргайло позбувся Торок і Вільнюса (натомість опісля отримав князювання в Києві), Свидригайло був вигнаний з Вітебська, а Корибут — з Новгорода-Сіверського, Володимир — з Києва. Позбулися володінь і інші князі — Гедиміновичі: подільський князь Федір Коріятович і Федір Любартович.
Угода відзначила закінчення майже півстолітньої війни за галицько-волинську спадщину, в якій з 1340 по 1392 рік Королівства Польське і Велике князівство Литовське боролися спочатку один з одним, доводячи правомірність своїх домагань на Галицький престол, а потім, після Кревської унії 1385 року, спільно проти волинського князя Федора Любартовича. У 1387 році Ягайло відібрав у Федора Луцьк, а в 1390 році — Володимир. За умовами договору в Остров Галичина, Холм і Белз відходили до Польщі, а Волинь, Луцьк і Володимир — до Литви. Галицько-Волинське князівство перестало існувати.
В 1398 на зборах знаті литовські і руські князі і бояри оголосили Вітовта самостійним володарем держави. Однак поразка в битві на Ворсклі від татар хана Тимура Кутлуг в 1399 році, де Вітовт ледь не потонув і втратив майже все військо, послабило його позиції. Крім того, почалися повстання в Смоленському князівстві, а також в Новгородській і Псковській республіках. У цих умовах Вітовт був змушений підтвердити верховну владу Ягайла, пішовши на складення Віленсько-Радомської унії.
Проте, Вітовт продовжував політику щодо посилення держави. Він заміняв князів на місцях своїми заступниками, домігся успіхів на сході: кордон Великого Князівства Литовського дійшли до верхів'я Оки і Можайська, він відібрав у татар Південне Поділля (улус Курумиши), склав союзи з тверським і рязанським князями. Зять Вітовта Василь I Дмитрович по заповіту, складеному в 1423 році, залишався його регентом при малолітньому Великому Князі Московському Василю II.
Зміцненню авторитету Вітовта сприяла перемога в Грюнвальдській битві і повернення Жемайтії за умовами Торунського миру 1411 року. Політика Вітовта була оцінена по правді європейськими керівниками на з'їзді в Луцьку в січні 1429 року. Імператор Сигізмунд Люксембурзький запропонував Вітовту прийняти королівську корону, на що він відповів згодою. Переговори йшли таємно, так як поляки були категорично проти посилення Вітовта. Навіть Ягайло був згоден на коронацію, заявивши, що після смерті Вітовта корона перейде до одного з його синів, так як в Вітовта не було спадкоємців чоловічої статі. Незадовго до коронації, 27 жовтня 1430 Вітовт несподівано помер в Тракаї.